# 阿姆茨贝格
阿姆茨贝格（德語：Amtsberg）是德国萨克森州的市镇，隶属于厄尔士山县。总面积为23.27平方千米，截至2023年12月31日总人口为3,600人。